# Vararia vassilievae
Vararia vassilievae är en svampart som beskrevs av Parmasto 1965. Vararia vassilievae ingår i släktet Vararia och familjen Lachnocladiaceae.   Inga underarter finns listade i Catalogue of Life.